# Institut de biologie de l'université de Tomsk
L'institut de biologie de l'université de Tomsk (en russe : Биологический институт Томского государственного университета), officiellement: institut de biologie, d'écologie, de géologie, d'agronomie et de sylviculture de l'université d'État de Tomsk, est un département d'enseignement de l'université d'État de Tomsk en Russie, située à Tomsk. Fondé en 1885, c'est le plus ancien de l'université.
La vocation de l'institut est de former des spécialistes en biologie et dans les sciences connexes. Il comprenait 819 étudiants en octobre 2010.

## Historique
L'institut a subi plusieurs transformations depuis ses débuts. Il est fondé sous l'impulsion de Vassili Florinski, médecin et  haut fonctionnaire au ministère de l'Instruction publique qui est à l'origine de la fondation de l'université. Celle-ci commence à être construite en 1880 et elle est inaugurée en 1888. L'institut de biologie, quant à lui, est prêt en 1885. Lorsque l'université ouvre ses portes en 1888, il intègre la nouvelle faculté de médecine. La faculté de biologie s'en détache au début du XXe siècle et le reste des classes de médecine forme l'institut de médecine, aujourd'hui université d'État de médecine de Sibérie.
À la fin du XXe siècle, la faculté de biologie devient faculté de biologie et de géologie, à cause de l'accroissement des recherches en cette matière et du besoin de son enseignement. En 2007, la faculté fusionne avec la faculté internationale d'agronomie et d'écologie pour devenir l'institut tel qu'il est aujourd'hui.
Le directeur de l'institut est le professeur Sergueï Koulijski, docteur ès sciences biologiques.

## Structure
L'institut comprend quatorze chaires et l'herbier du professeur Krylov (1850-1931) de 500 000 spécimens botaniques originaires de Sibérie, de Mongolie, d'Asie centrale, etc. Il gère également le musée zoologique de l'université et le musée géologique de l'université.
Les étudiants disposent d'un enseignement en quatre disciplines et huit spécialités et de huit programmes de recherche magistérielle.
- Disciplines : biologie, géologie, écologie et traitement de la nature, agronomie.
- Spécialités : biologie, géologie, sylviculture, architecture paysagère, écologie, protection de la végétation, agronomie, économie et gestion
- Programmes magistériels : zoologie des vertébrés, zoologie des invertébrés, botanique, physiologie humaine et animale, phytophysiologie, génétique, hydrobiologie et ichtyologie, genèse et évolution géologiques

### Chaires
- Chaire de botanique[2] (fondée en 1888). Les matières enseignées sont les suivantes : la floristique, la systématique, la géobotanique, la géographie botanique, l'écologie végétale, la phytosociologie, la bryologie, l'étude des milieux paludéens, la botanique économique et enfin la protection de la couverture végétale.
- Chaire de zoologie des invertébrés (fondée en 1888). Les matières enseignées sont les suivantes : les variétés biologiques et l'écologie des invertébrés, l'observatoire de l'écosystème des invertébrés, la parasitologie, la protection des végétaux (en agriculture et sylviculture)
- Chaire de zoologie des vertébrés et écologie (fondée en 1888). les matières enseignées sont les suivantes : la faune et l'écologie des vertébrés terrestres, les mécanismes écologiques de la conservation de la diversité biologique, l'indication biologique, l'observatoire de l'environnement
- Chaire d'ichtyologie et d'hydrobiologie (fondée en 1931). Les matières enseignées sont les suivantes : les particularités structurelles et fonctionnelles des espèces aquatiques[3]; la restauration de l'hydrofaune comme résultat de la purification des eaux subarctiques ; l'écologie, l'apparence, la structure de la population, la dynamique du nombre chez les salmonidés des eaux de Sibérie et de la péninsule de Taïmyr.
- Chaire de physiologie humaine et animale (fondée en 1889).
- Chaire de phytophysiologie et de biotechnologie (fondée en 1923).
- Chaire de cytologie et de génétique (fondée en 1931).
- Chaire de géologie et d'écologie géologique.
- Chaire de sylviculture et d'architecture paysagère.
- Chaire de gestion écologique.
- Chaire de biotechnologie agricole.
- Chaire de protection des végétaux.
- Chaire d'économie agricole.
- Chaire d'agronomie.

## Anciens élèves
- Modeste Iline (1889-1967), botaniste